# Nhật đảo chính Pháp tại Đông Dương
Nhật đảo chính Pháp hay Meigō Sakusen (明号作戦, Minh Hào tác chiến) là chiến dịch của quân Nhật diễn ra vào ngày 9 tháng 3 năm 1945 khi Chiến tranh thế giới thứ hai sắp kết thúc.

## Bối cảnh
Ngay từ năm 1940, Pháp đã có những động thái khiến Đế quốc Nhật Bản xúc tiến từng bước để dần kiểm soát toàn Đông Dương. Theo Hiệp ước Tokyo 1940 thì Pháp chấp nhận hầu hết các yêu sách của Nhật, trong đó có các điều khoản liên quan đến việc Nhật có quyền chi phối nền kinh tế Đông Dương để thâu tóm miền Hoa Nam. Ngày 25 tháng 9 năm 1940, dù chỉ huy lực lượng vũ trang khá hùng hậu Pháp tỏ ra bất lực khi Nhật tấn công biên giới Việt - Hoa. Pháp tiếp tục phải nhượng bộ Nhật. Hiệp ước Tokyo 1941, ấn định Nhật là nước hưởng những ưu đãi đặc biệt tại Đông Dương. Chiếu theo đó, Nhật được sử dụng mọi phương tiện giao thông, kiểm soát hệ thống đường sắt, hàng hải ở các hải cảng ở Đông Dương với trọng tải 200.000 tấn. Nhật Bản cũng đòi Pháp phải dành 50% giá trị hàng hóa nhập khẩu và 15% xuất khẩu của Đông Dương cho các công ty thương mại của Nhật. Ngoài ra từ năm 1940 đến 1945, chính quyền thực dân Pháp phải nộp cho Nhật Bản một số tiền là 723.786.000 đồng để Pháp giữ chủ quyền. Mậu dịch quốc tế của Đông Dương trong mấy năm 1942–1943 hầu hết các mặt hàng xuất khẩu như than, kẽm, cao su, xi măng đều chở sang Nhật. Tính đến năm 1941, các ngành khai quặng chính ở Đông Dương như: mangan, sắt, phốt-phát, quặng crôm... tư bản Nhật chiếm gần 50% số vốn đầu tư của các công ty nước ngoài. Về quân sự, Pháp phải có trách nhiệm hỗ trợ Nhật khi Nhật tham chiến. Về chính trị quốc nội, Nhật từng bước giảm thiểu ảnh hưởng chính trị của Pháp và các phe nhóm thân Pháp.

## Đế quốc Nhật Bản đảo chính Pháp tại Đông Dương
16 giờ ngày 9 tháng 3 năm 1945, đại diện Nhật tới Phủ Toàn quyền Đông Dương thảo luận và chuẩn bị văn kiện về việc Pháp cung cấp gạo cho Nhật trong năm 1945. Tới 18 giờ cùng ngày, đại diện Nhật trao tối hậu thư đòi chính quyền Pháp phải trao toàn bộ quyền kiểm soát Đông Dương cho Nhật và Pháp phải trả lời trước 21 giờ cùng ngày. Tới 21 giờ 20 phút, Pháp chưa trả lời, Nhật tiến hành tấn công Pháp. Phía Pháp không có bất kỳ sự kháng cự nào, quân Nhật nhanh chóng chiếm được Phủ Toàn quyền Đông Dương, giam giữ Toàn quyền Đông Dương và hầu hết các quan chức cao cấp của thực dân Pháp. Đến chiều ngày 10 tháng 3, quân Pháp đầu hàng, phát xít Nhật làm chủ các vùng đô thị lớn như Hà Nội, Hải Phòng, Huế, Sài Gòn và nhiều tỉnh lỵ,... Những đơn vị quân Pháp còn cố thủ ở Cà Mau, Biển Hồ (Campuchia), một số vùng ở Bắc Đông Dương cũng lần lượt bị thất thủ, chỉ còn một số tàn quân chạy qua biên giới Việt–Trung. Với sự kiện này, lực lượng quân sự Pháp hoàn toàn tan rã, bộ máy thống trị của thực dân Pháp đầu hàng, bị cầm tù hoặc làm tay sai cho phát xít Nhật. Toàn bộ Đông Dương đã trở thành thuộc địa của phát xít Nhật.

## Kết quả
- Ngày 9 tháng 3 năm 1945, quân Nhật tiến hành đảo chính quân sự lật đổ và thủ tiêu quyền lực của thực dân Pháp, trở thành chủ thể quyền lực chính trị tối cao, chủ chốt nhất, tức xóa bỏ chủ quyền của Chính phủ Vichy trên toàn cõi Đông Dương.
- Ngoại kiều gốc châu Âu kể cả chính người Pháp chỉ được cư trú ở 5 địa điểm: Hà Nội, Huế, Nha Trang, Đà Lạt và Sài Gòn. Ngoài ra khi ra ngoài đường họ phải đeo băng trên cánh tay áo với lá cờ của nước nguyên quán. Toàn cõi Đông Dương chịu lệnh giới nghiêm mỗi tối.[2] Ai ra khỏi 5 khu vực trên hoặc ngoài giờ quy định đều bị bắt.
- Trên cơ sở Đông Dương thuộc Pháp, chế độ bảo hộ của Pháp bị xóa bỏ, hình thành 3 quốc gia độc lập trên danh nghĩa[3]:
  1. Thành lập Đế quốc Việt Nam của chính phủ Trần Trọng Kim.[3]
  2. Tái lập Campuchia.
  3. Tái lập Vương quốc Lào.
- Các lực lượng chính trị của người Việt tại Việt Nam bước vào thời kỳ công khai đấu tranh với nhau, trong đó Việt Minh là lực lượng đông đảo nhất, có ảnh hưởng nhất và được nhiều sự ủng hộ của nhân dân nhất.[3]